# Hyperolius viridiflavus
Hyperolius viridiflavus là một loài ếch thuộc họ Hyperoliidae.
Loài này có ở Burundi, Cộng hòa Dân chủ Congo, Ethiopia, Kenya, Rwanda, Sudan, Tanzania, Uganda, có thể cả Cộng hòa Trung Phi, có thể cả Chad, và có thể cả Eritrea.
Môi trường sống tự nhiên của chúng là rừng khô nhiệt đới hoặc cận nhiệt đới, rừng ẩm vùng đất thấp nhiệt đới hoặc cận nhiệt đới, vùng núi ẩm nhiệt đới hoặc cận nhiệt đới, xavan khô, xavan ẩm, vùng cây bụi khô khu vực nhiệt đới hoặc cận nhiệt đới, vùng cây bụi ẩm khu vực nhiệt đới hoặc cận nhiệt đới, đồng cỏ nhiệt đới hoặc cận nhiệt đới vùng ngập nước hoặc lụt theo mùa, đồng cỏ nhiệt đới hoặc cận nhiệt đới vùng đất cao, sông ngòi, đầm nước, hồ nước ngọt, hồ nước ngọt có nước theo mùa, đầm nước ngọt, đầm nước ngọt có nước theo mùa, suối nước ngọt, đất canh tác, vùng đồng cỏ, vườn nông thôn, các vùng đô thị, rừng trước đây suy thoái nghiêm trọng, khu vực trữ nước, ao, đất có tưới tiêu, đất nông nghiệp có lụt theo mùa, và kênh đào và mương rãnh.
Người ta đã quan sát thấy các cá thể ếch hyperolius viridiflavus chuyển giới tính của cơ quan sinh dục từ cái sang đực. Điều này dường có thể xuất hiện khi số dân số của chúng không có đủ con đức để cho phép sinh sản và quá trình này kết thúc khi một cú hịch hóa học kích hoạt gen giới tính để chất hóa học phân hủy cơ quan sinh dục con cái và phát triển thành cơ quan sinh dục con đực.

## Hình ảnh

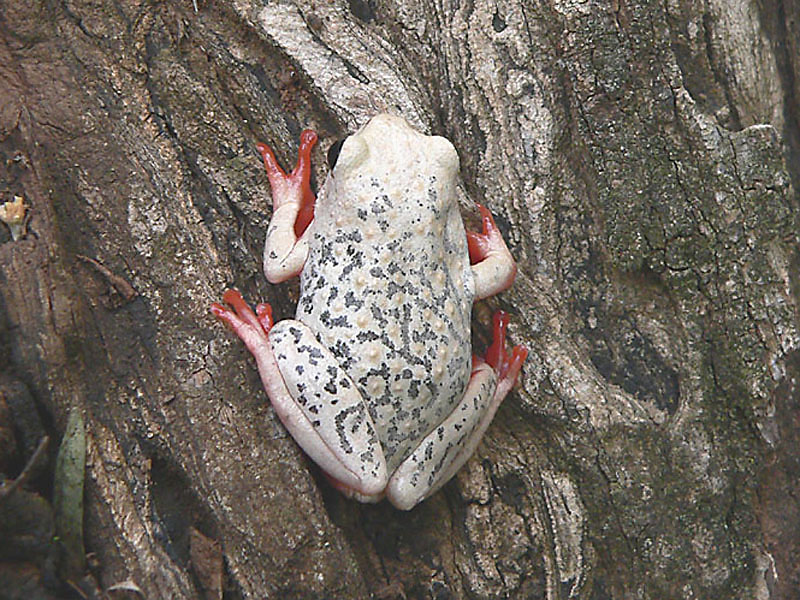
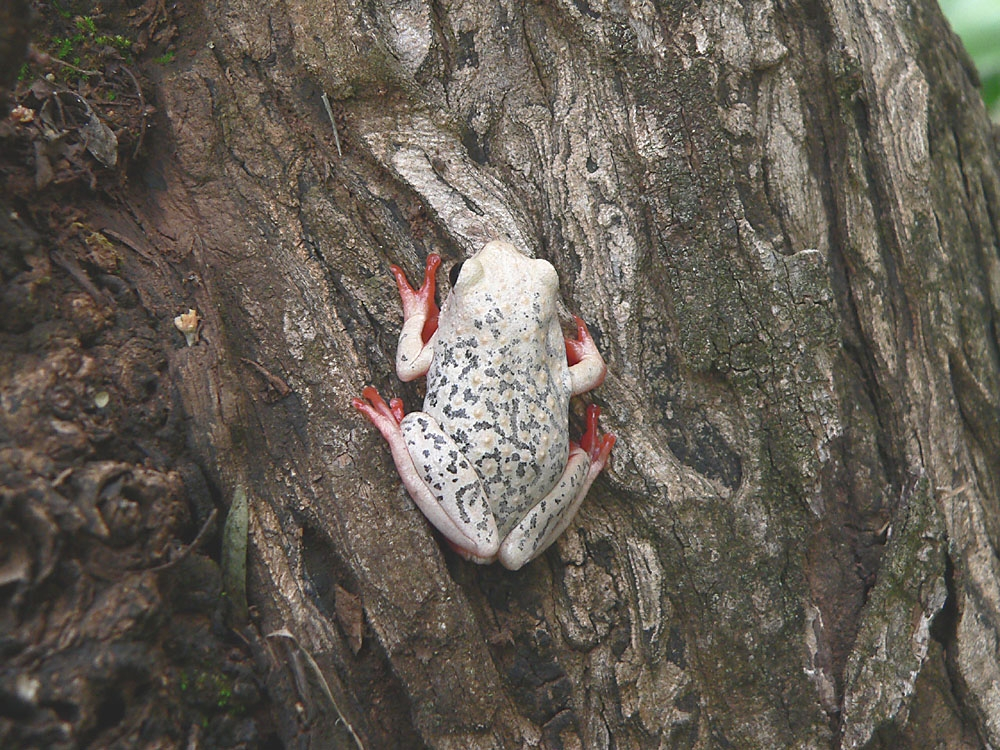

## Cước chú
1. ↑  Schiøtz, A., Channing, A., Poynton, J.C. & Largen, M. 2004. Hyperolius viridiflavus[liên kết hỏng]. 2006 IUCN Red List of Threatened Species.  Downloaded on ngày 22 tháng 7 năm 2007.
2. ↑  "Protogynous Sex Change in the Reed Frog: Hyrperolius viridiflavus". Copeia. Quyển 4 số 4. Copeia, Vol. 1989, No. 4. 1989. tr. 1024–1029. doi:10.2307/1445989. {{Chú thích tạp chí}}: Đã bỏ qua tham số không rõ |authors= (trợ giúp)
3. ↑  "Frogs that change sex". Bản gốc lưu trữ ngày 30 tháng 7 năm 2010. Truy cập ngày 3 tháng 7 năm 2010.